# Fissidens
Genre
Fissidens est un genre de bryophytes, c'est-à-dire de mousses végétales.

## Liste d'espèces
- Fissidens adianthoides Hedw.
- Fissidens allenianus Brugg.-Nann. et Purs.
- Fissidens aphelotaxifolius Purs.
- Fissidens appalachensis Zand.
- Fissidens arcticus Bryhn
- Fissidens asplenioides Hedw.
- Fissidens bryoides Hedw.
- Fissidens bushii (Card. & Thér.) Card. & Thér.
- Fissidens clebschii Steere
- Fissidens closteri Aust.
- Fissidens dubius P.Beauv.
- Fissidens exilis Hedw.
- Fissidens fontanus (B. Pyl.) Steud.
- Fissidens grandifrons Brid.
- Fissidens hallianus (Sull. & Lesq.) Mitt.
- Fissidens hallii Aust.
- Fissidens hyalinus Wils. & Hook.
- Fissidens kochii Crum & Anderson
- Fissidens limbatus Sull.
- Fissidens littlei (Williams) Grout
- Fissidens microcladus Thwaites & Mitt.
- Fissidens milobakeri L.Koch
- Fissidens neonii (Bartr.) Grout
- Fissidens obtusifolius Wils.
  - Fissidens obtusifolius var. apiculatus Grout 
  - Fissidens obtusifolius var. kansanus Ren. et Card. 
  - Fissidens obtusifolius var. marginatus Flow. 
  - Fissidens obtusifolius var. obtusifolius Wils.
- Fissidens osmundioides Hedw.
- Fissidens papillosus Sande Lac.
- Fissidens pauperculus Howe
- Fissidens pellucidus Hornsch.
- Fissidens polypodioides Hedw.
- Fissidens radicans Mont.
- Fissidens ravenelii Sull.
- Fissidens reesei Crum & Anderson
- Fissidens subbasilaris Hedw.
- Fissidens sublimbatus Grout
- Fissidens taxifolius Hedw.
- Fissidens ventricosus Lesq.
- Fissidens zollingeri Mont.